# Acalolepta tenasserimensis
Acalolepta tenasserimensis là một loài bọ cánh cứng trong họ Cerambycidae.